# 唐津市立高峰中学校
唐津市立高峰中学校（からつしりつ こうほうちゅうがっこう）は佐賀県唐津市竹木場にある公立の中学校。

## 概要
歴史
2013年（平成25年）に唐津市内の中学校3校（第四・切木・大良）の3校が統合されて開校。唐津市立第四中学校の校地・校舎を継承。竹木場小学校に隣接している。
校名の由来
地元、東山と竹木場の中間にある山の名前「高峰（たかみね）山」からとられた。読みは音読みの「こうほう」。
校章
「高峰」の文字（縦書き）を置いて山を表した三角形と、希望を表す翼を組み合わせ、校名「高峰（Koho）」の頭文字Kを表したデザインとなっている。
校歌
作詞は池田恭子、作曲は永富啓子による。歌詞は3番まであり、校名の「高峰中学校」は3番の最後に登場する。
通学区域
- 小学校区は唐津市立高峰小学校。
  - 旧・竹木場小学校区 - 住所表記で唐津市の後に「竹木場、菅牟田、熊ノ峰、重河内、唐ノ川、東山」が続く地域）[1]。
  - 旧・切木小学校区 - 住所表記で唐津市肥前町の後に「万賀里川、仁田野尾、大浦、満越、中浦、杉野浦、湯野浦、切木、赤坂」が続く地域）[1]。
  - 旧・大良小学校区 - 住所表記で唐津市の後に「大良、後川内、梨川内、東山」が続く地域）[1]。

## 沿革
旧・唐津市立第四中学校

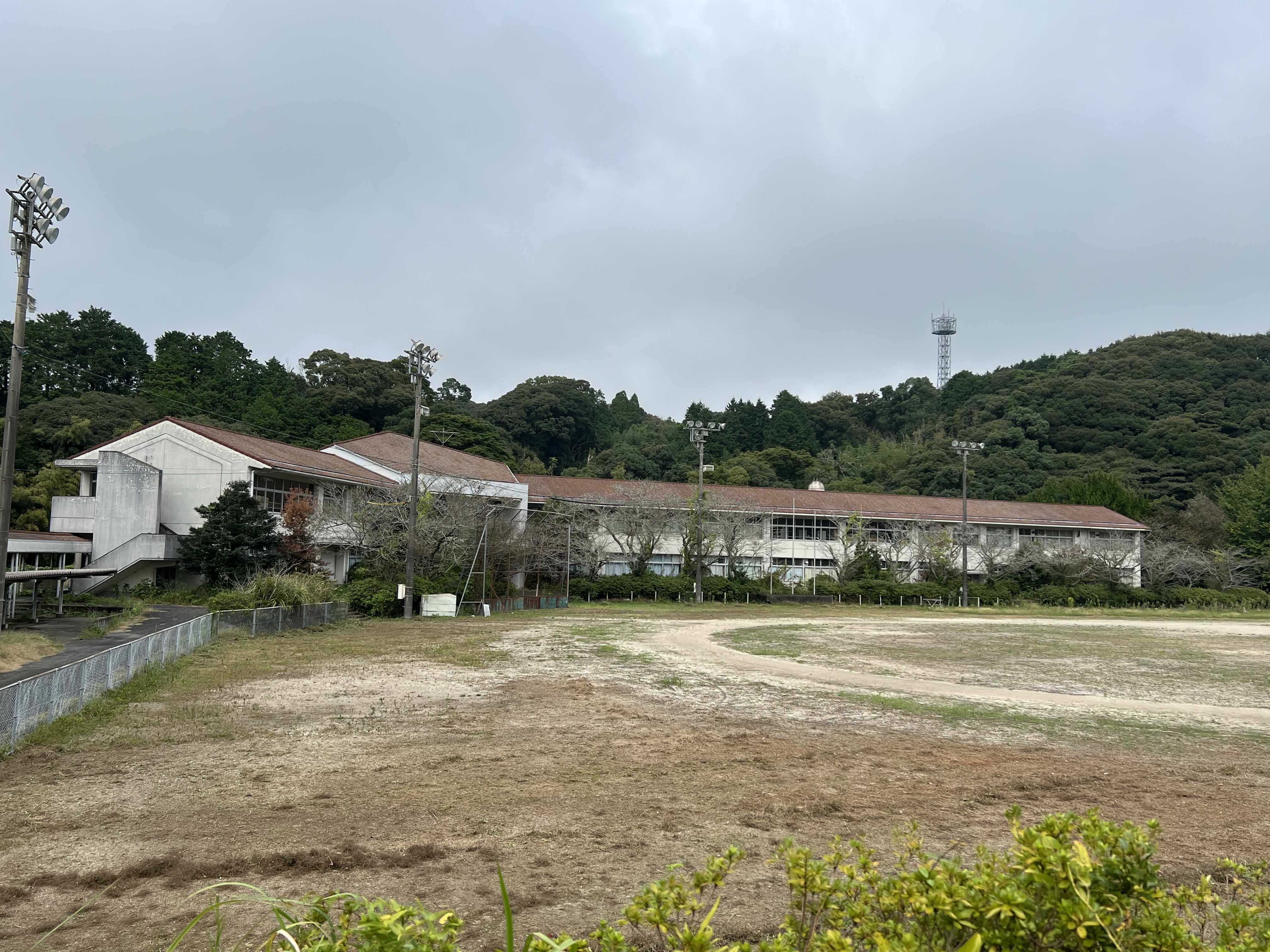
旧・切木中学校跡

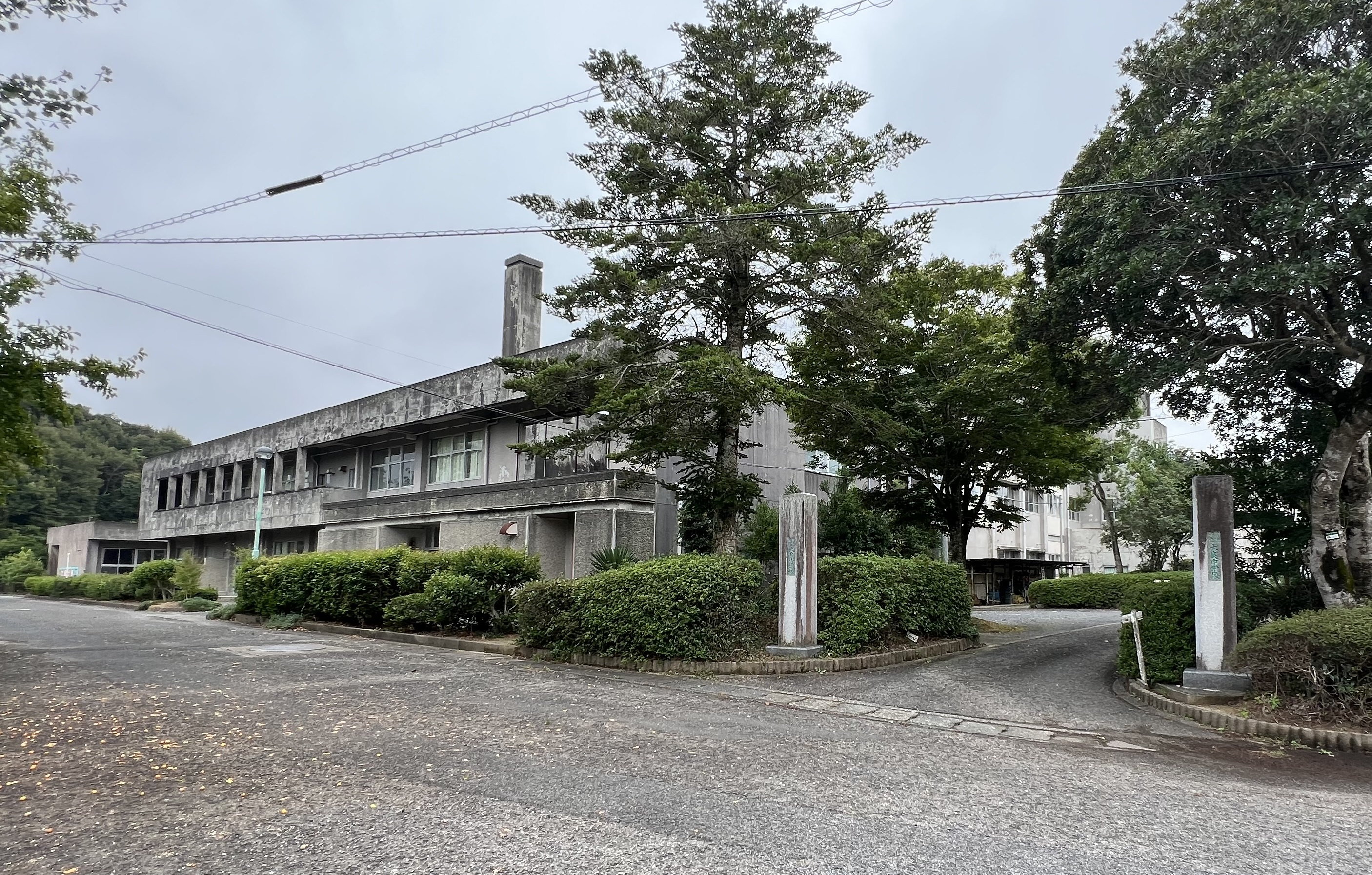
旧・大良中学校跡

- 1947年（昭和22年）4月1日 - 学制改革により、唐津市立竹木場小学校に「唐津市立第一中学校 竹木場分教場」が併置される。
- 1953年（昭和28年）7月 - 唐津市立第一中学校から分離し、「唐津市立第四中学校」として独立。唐津市立竹木場小学校への併設は継続。
- 2013年（平成25年）3月31日 - 閉校。

旧・唐津市立切木中学校（きりご）
- 1947年（昭和22年）
  - 4月1日 - 学制改革により、切木村立切木小学校に新制中学校「切木村立切木中学校」が併置される。大良小学校に大良分校を設置。
  - 5月 - 開校。
- 1949年（昭和24年）1月 - 大良分校を廃止。これにより切木中学校本校に大良地区の生徒が編入。
- 1958年（昭和33年）11月1日 - 肥前町の発足[注釈 1]により、「肥前町立切木中学校」に改称。
- 2005年（平成17年）1月1日 - 唐津市と7町村の合併により、「唐津市立切木中学校」に改称。
- 2013年（平成25年）3月31日 - 閉校。

旧・唐津市立大良中学校（だいら）
- 1947年（昭和22年）4月1日 - 学制改革により、切木村立大良小学校に「切木村立切木中学校 大良分校」が併置される。
- 1949年（昭和24年）1月 - 大良分校が廃止され、大良小学校の卒業生は切木中学校本校に通学することとなる。
- 1958年（昭和33年）
  - 1月 - 大良地区が切木村から分離し、唐津市に編入される[注釈 1]。
  - 4月1日 - 唐津市立大良小学校に「唐津市立大良中学校」が併設される。
  - 9月 - 木造校舎（3教室）が完成。
- 1976年（昭和51年）4月 - 鉄筋コンクリート造新校舎が完成。
- 2013年（平成25年）3月31日 - 閉校。

唐津市立高峰中学校
- 2011年（平成23年）3月 - 新校名が「高峰中学校」に決定。
- 2013年（平成25年）
  - 1月 - 第四中学校の校舎耐震および大規模改修工事が完了。
  - 4月1日 - 上記3校が統合され、「唐津市立高峰中学校」が開校。

## アクセス
最寄りのバス停
- 昭和バス 「竹木場」バス停

最寄りの幹線道路
- 国道204号
- 佐賀県道33号唐津肥前線
- 佐賀県道340号鎮西唐津線

## 周辺
- 唐津市立高峰小学校（旧・唐津市立竹木場小学校）